# 정선 송계리 산성 및 고분군
정선 송계리 산성 및 고분군(旌善 松溪里 山城 및 古墳群)은 대한민국 강원특별자치도 정선군 임계면 송계에 있는 삼국시대의 산성 및 고분군이다. 1995년 3월 9일 강원특별자치도의 기념물 제70호로 지정되었다.

## 개요
송계리의 앞산 능선에 삼척시를 바라보며 지어진 성과 그 주위에 분포한 무덤들이다.
송계리산성은 강릉·동해지역으로부터 정선으로 넘어오는 길목인 삽당령과 백복령이 한 눈에 보이는 전략적 요충지에 자리잡고 있다. 성은 경사가 심한 구릉의 동쪽면에 외벽만 돌로 쌓고, 안쪽은 흙과 잡석으로 채운 내탁산성으로 비교적 일직선으로 쌓았다. 남쪽 성벽의 끝부분에서 구릉은 급격히 낮아져 다시 능선을 형성하는데, 이곳을 따라 4기의 무덤이 분포하고 있다. 모두 도굴되어 돌덧널(석곽)이 노출되어 있는데 1기의 대형무덤만 내부를 확인할 수 있다. 확인된 내부구조는 앞트기식돌덧널무덤(횡구식석곽묘)이다.
산성과 무덤은 깊은 연관성이 있는 것으로 생각되지만 산성 안쪽에도 무덤이 안치되어 있어 무덤이 산성보다 늦게 만들어졌을 것으로 보인다. 산성과 무덤주변에서 삼국시대의 것으로 추정되는 토기편들이 수습되었으나, 산성이 정확하게 지어진 때를 파악하기에는 무리가 있다.

## 현지 안내문
송계산성(장찬성) 고분군은 해발 630m에서 구릉이 급격히 낮아져서 다시 능선을 형성하며 이 능선을 따라 약 10m간격으로 4기의 고분이 남아 있다. 따라서 약 10m 간격의 4기 석관이 노출되어 있는데 대형고분 1기만 석관의 내부 구조를 볼 수 있다.
대형 고분은 성쪽에서 두번째 고분으로 분토의 직경은 약 10m이며 석관은 장 5.6m, 상폭 1.8m, 천장폭 1.15m, 높이 1.5m의 규모로 현재까지 알려진 도내의 석관묘 중 최대 규모다
이 고분의 형식은 세 벽을 먼저 쌓고 두께 25cm 내외의 판석 4매를 이어 덮은 뒤 시신을 안치하고 최종적으로 남쪽의 단벽을 막는 횡구식 석관묘이다.
한편 산성과 고분의 서쪽면 구릉에 있는 밭에서는 이 산성과 고분에 필요한 관계를 갖고 있는 과등토기편이 일부 발견되었으며 이 토기편들은 쪽편이라 정확히 알 수는 없으나 삼국시대의 것으로 보인다.
산성의 축조시기는 정확히 알 수 없으나, 이 성의 영동지역에서 영서지역으로 넘어오는 세력을 막을 수 있다는 입지적인 조건을 고려해 볼 때 삼국이 대립하던 시기에 고구려가 신라의 진출을 막기위해 축조한 것으로 볼 수 있으며 함께 있는 삼국시대 고분군은 인근에서 발견되 도기편들도 축조시기와 깊은 관계가 있는 것으로 보인다.

## 참고 자료
- 정선송계리산성및고분군 - 국가유산청 국가유산포털